# 강하니
강하니(본명 강청광, 1983년 7월 25일 ~ )는 대한민국의 가수이다.  2009년 디지털 싱글 《사랑따위가》로 데뷔했다.

## 음반

### 싱글 앨범
- 싱글 앨범 1집  《강하니 디지털 싱글 - 사랑따위가》(2009년 9월 14일)
  1. 너 하나만
  2. 사랑따위가
  3. 한번만..
  4. 사랑따위가(Inst.)

## 참여 앨범
- 2009년 5월 1일 찬란한 유산 O.S.T 《너 하나만》